# GABA

Strukturformel för GABA

GABA, en förkortning av engelskans gamma-aminobutyric acid (skrivs även som γ-aminobutyric acid), eller gammaaminosmörsyra, är den vanligaste hämmande signalsubstansen i centrala nervsystemet. Det är en form av smörsyra. Ämnets namn enligt IUPAC-nomenklatur är 4-aminobutansyra. 
Utsöndring av GABA i en nervcells synaps hämmar nervcellen från att överföra impulser till nästa nervcell. GABA är bland annat vanlig i de basala ganglierna. GABA binds vid cellerna av särskilda cellytereceptorer, GABA-receptorer, som finns i hjärnan och vilka samverkar med G-proteiner. Receptorerna styr klorid-, kalium- och kalciumkanaler. GABA verkar som neurotransmittor, genom GABA-plasmamembrantransportproteiner vilka kontrollerar upptaget av GABA i centrala nervsystemet.
En del av de receptorer som reagerar på GABA är även känsliga för alkohol, bensodiazepiner och barbiturater (lugnande medel), vilka därmed har samma verkan som GABA. På grund av att dessa ämnen kan bindas till samma receptor och förstärka varandras effekt kan de tillsammans orsaka koma eller död eftersom alltför mycket kloridjoner strömmar in i nervcellen och hyperpolariserar den.
Baklofen är namnet på ett GABA-derivat som används som läkemedel mot spasticitet vid ryggmärgsskador.
GABA är en av de signalsubstanser som förflyttar arbetsminnets information till långtidsminnet. Intag av alkohol kan förändra ämnets balans med de andra signalsubstanserna såsom glutamat, vilket gör att överflyttning mellan arbets- och långtidsminnet slutar fungera. Detta kan ge minnesluckor.